# Herman av Alaska
Herman av Alaska, född 1756 eller 1760, död 13 december 1837, ryskfödd ortodox munk. Han tjänade i Valamo kloster i Ladoga till 1793 då han tillsammans med sex munkar och fyra noviser sändes på en missionsresa till Kodiak-ön i Alaska i Ryska Amerika.
Herman av Alaska var det första helgon som kanoniserades av ortodoxa kyrkan i Amerika.